# Milagre Eucarístico de Buenos Aires

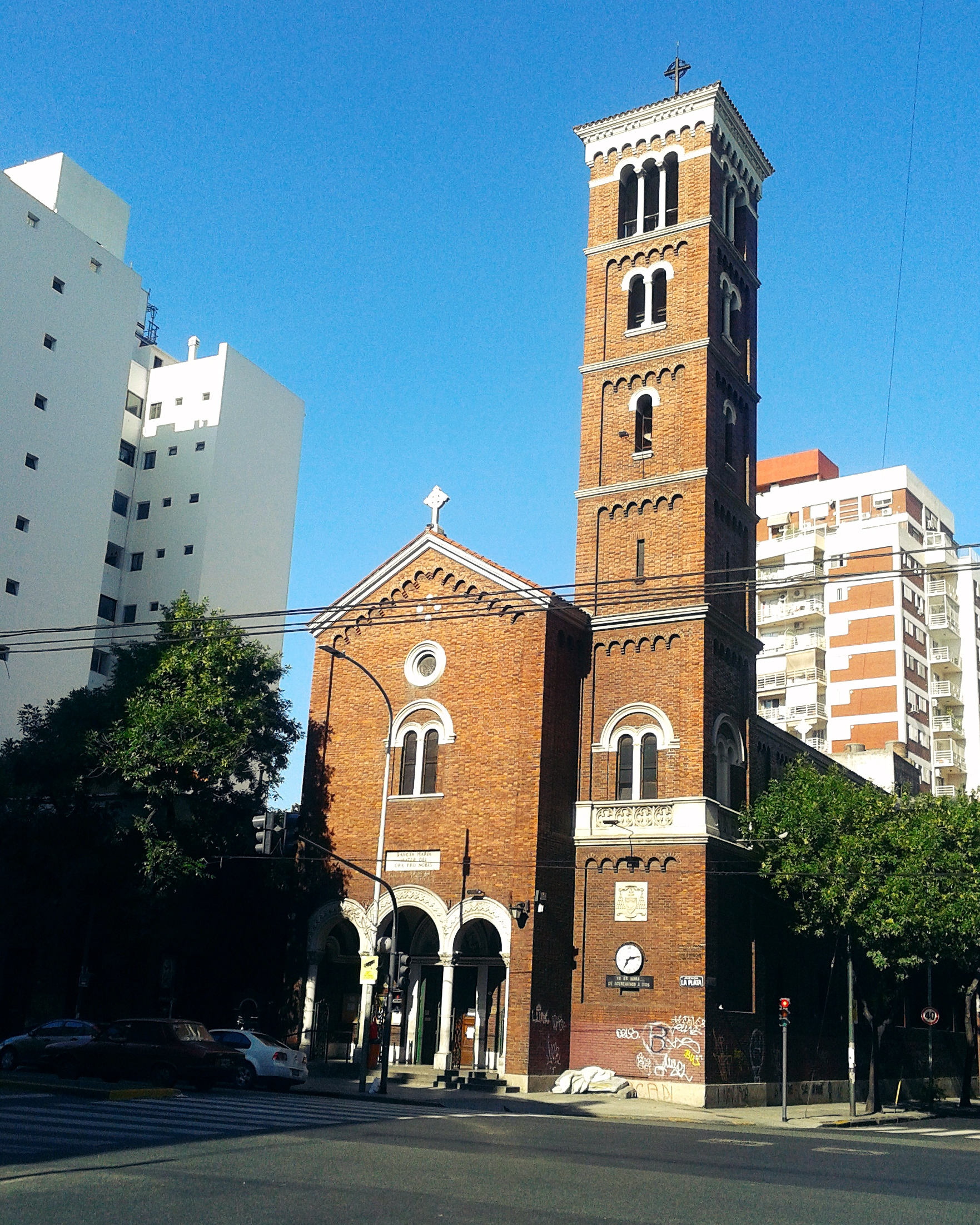
A igreja Santa Maria

O milagre eucarístico de Buenos Aires refere-se a três milagres eucartísticos ocorridos na Paróquia de Santa Maria de Buenos Aires, Argentina, nos anos de 1992, 1994 e 1996.

## Milagres

### 1992
Após a missa do dia 1º de maio, segundo o portal da Arquidiocese de Goiânia, o ministro da Eucaristia encontrou pedaços de uma hóstia consagrada que, seguindo as orientações da Igreja, "colocou  em um recipiente com água, que depois foi colocado no Tabernáculo, até se dissolverem”. No entanto, após alguns dias, verificou-se que os pedaços estavam inteiros e numa nova verificação, em 8 de maio, no Dia da Virgen de Luján, patrona da Argentina, "os fragmentos da hóstia tinham uma cor avermelhada que parecia sangue”. "No domingo, dia 10 de maio, durante as missas vespertinas apareceram pequenas gotas de sangue nas patenas em que os sacerdotes distribuíram a comunhão".

### 1994
Em julho de 1994, na missa celebrada com as crianças no dia 24, "o ministro da Eucaristia pegou a âmbula no sacrário e viu uma gota de sangue que fluía na lateral", no que foi considerado o  segundo milagre eucarístico.

### 1996
No dia 18 de agosto de 1996, um hóstia foi encontrada no chão, sendo esta recolhida e levada à capela e colocada em um copo com água para ser dissolvida. Porém, no dia 26 do mesmo mês, a hóstia não havia dissolvido e água na qual ela havia diso colocada estava com um aspecto avermelhado.

## Análises científicas

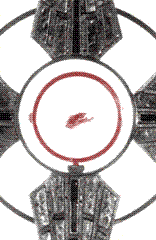
A relíquia do milagre de 1992

O cardeal Jorge Mário Bergoglio, então  arcebispo de Buenos Aires [e depois o Papa Francisco], enviou amostras das hóstias ao professor Ricardo Castañon Gomez para que os fragmentos fossem estudados.
Em final de 1999, Castañon enviou as amostras para especialistas, sem informar do que se tratava. Exames minuciosos foram feitos sobretudo no material referente aos fenômenos de 1996: amostras da hóstia foram enviadas para dois laboratórios diferentes, em Sydney e Nova York e mostraram a presença de tecido do miocárdico e glóbulos brancos íntegros, que não podem estar presentes no tecido cardíaco de um cadáver, tanto que o professor Frederick Zugibe, chefe de medicina legal e cardiologista da Columbia University deNova York, encarregado dos exames, perguntou espantado: "como você conseguiu arrancar um pedaço vivo do coração de uma pessoa?". Também o Professor Zugibe, observando a forma como os glóbulos brancos tinham penetrado no tecido miocárdico, afirmou que "o coração tinha sido submetido a um forte stress, como se o seu dono tivesse sido duramente espancado no peito".